# ソーナ (僧)
ソーナ・コーリヴィーサは、釈迦仏の弟子の一人である。
彼の名前は、経典などにより表記が異なるため、主なものを表記する。
- サンスクリット語：Śrona-kotivimśa,Śrona-vimśatikoti
- パーリ語：Sona-kolivisa
- カタカナ表記：ソーナ（シュローナとも）・コーリヴィーサなど
- 他の音写：首楼那・倶胝頻設、室路拏・頻設底拘胝、室楼多・頻設底拘胝など
- 音写（略）：守龍那、輸輸、輪輪など
- 訳（意訳含む）・意味：二十億耳、明聴、聞二百億、二億耳、二百億など

## 人物・出身
『Udāna』V.6によると、アヴァンティ国のクララガァーラ・パパータ山に住んでいた迦旃延の教化により出家したという。
他の仏典によると、彼は過去世において、毘婆尸如来（ヴィパースィン仏、過去七仏の一）という仏が出世された時、一つの房舎を造って比丘衆に施したから、施房舎比丘とも呼ばれる。またその際、一つの羊皮を布き、僧をしてその上を踏ましめた。その因縁を以って、彼は91劫の間、天上人中に生まれ足は地を踏まなかったという。
釈迦が出世した時、彼は最後身にて、ヴァイシャリー（市民、商人）として大富豪の長者の家に生まれたという。テーラガータ（長老の偈）によると、出身は Campaa 国といわれる（ただし、玄奘の大唐西域記では、イリナ・パーヴァタ国となっている）。
過去世に、縁覚を供養した功徳により、全身が黄金のように輝き、かつ柔軟だったので、ソーナ（黄金）と名付けられた。手掌足蹠に柔らかい毛を生じ、足下は足さ二寸で青瑠璃のようで右に旋るといい、父は初生の時、20億の金を与えたという（大智度論29）。このことからコーリヴァイーサ（20億）と名付けられたという。また彼は生まれてから外に出歩いたことが無かったともいわれる。
釈迦が成道して来下された時、ビンビサーラ王の招きにより、釈迦仏に偈し信を生じて出家した。後に精進して足から血を流して修行するも、いまだ悟りを得ず、仏はソーナに「琴の弦は強くても弱くてもいい音は出ない、修行と悟りもまた同じである」と教下し、これによって彼は大悟したという（緊緩中道）。また別説では、寒林に住し精進して止まざれども証悟せず、在家に戻らんと欲するが、そこで仏が琴の弦にたとえて教下した、などとも伝えられている。
この「琴の弦」は、マハーヴァッガ（大品）を出典とする、仏教の中道を示す有名なたとえ話として知られている。